# Llywelyn ap Gruffudd
Llywelyn ap Gruffudd, Llywelyn ap Gruffydd eller Llywelyn den sidste (walisisk: Llywelyn Ein Llyw Olaf , "Llywelyn, Vores sidste Leder"; ca. 1223 – 11. december 1282), var fyrste af Wales (latin; Princeps Wallie, walisisk; Tywysog Cymru) fra 1258 til sin død ved Cilmeri i 1282. Han var søn af Gruffudd ap Llywelyn Fawr og barnebarn af Llywelyn den Store og den sidste uafhængige fyrste af Wales før Edvard 1. af Englands erobring.
I 1267 fik han ved Montgomerytraktaten den engelske kong Henrik 3. til at anerkende sig som fyrste af Wales.